# 川上忠兄
川上 忠兄（かわかみ ただえ）は、戦国時代から江戸時代前期にかけての武将。島津氏の家臣。

## 生涯
永禄4年（1561年）、川上忠智の次男として誕生。
当初は、吉松の天台宗内小野寺住持である愛甲相模坊光久の養子となっていたが、島津義弘の命により還俗した。天正4年（1576年）8月28日、日向伊東氏の高原城を落とした戦勝祝賀が小林城で行われた数日後に、16歳にして小林の地頭職に抜擢される。およそ2年間務め上げた後は島津義弘の居城・飯野城へ帰還したようである。
天正15年（1587年）の豊臣秀吉の九州平定が行われた際は、豊臣秀長軍を迎撃すべく小林城に入っている。文禄元年（1592年）からの文禄の役に従軍、弟・久智と共に戦功をあげた。慶長4年（1599年）の庄内の乱の際は疱瘡を患っていたために出陣できなかったが、鎌田政近の依頼により相談役となる。その際、安永城に籠る白石永仙が小勢で打って出たときに、その退き様から伏兵の存在を見抜いて政近にこれを追わぬよう進言した。
慶長5年（1600年）の関ヶ原の戦いにおいても従軍し、奮戦して「小返しの五本鑓」の一人に数えられた。また、敵中突破して逃げる際に忠兄の被官・柏木源藤は、井伊直政を銃撃し落馬させている。その後は義弘の命で、薩摩国へ帰還する島津勢と別れて徳川家康の許へ使者として赴き、島津が西軍に味方した経緯を堂々と話した。その際に、自分の甲冑を残して退去したため、徳川氏の家臣は「慌てる余りに甲冑を忘れていった」と罵り笑ったが、家康はこれを制して「戦陣騒忙危難の間情偽弁じ難く、果たして使命を全うしたか否か疑われぬよう、証拠として甲冑を残したのだ。天晴れ軍事に練達の者である」と述べたという。任務を果たした後は、島津勢の一行には遅れたため近衛家を頼って薩摩に帰還する。忠兄はこの後に義弘の家老に昇進する。
元和8年（1622年）、姶良町帖佐の別荘にて病死。なお、嫡子・久恒はキリシタンであったため火刑に処されたが、忠兄の功績を考慮し次男・五郎兵衛への家督相続が許され、忠兄流川上家は断絶を免れている。